# Чмутово (Нижегородская область)
Чму́тово — деревня в составе городского поселения город Горбатов Павловского района Нижегородской области. На 2018 год в деревне числилось 15 улиц.

## География
Деревня расположена на правом берегу Оки. Находится в 18 км к северу от районного центра — города Павлово, и в 58 км к югу от Нижнего Новгорода. Высота центра селения над уровнем моря — 176 м.

## История
Чмутово впервые упоминается в 1506 году в грамоте Василия III, пожаловавшего село служилым дворянам Суслу и Онуфрию Приклонским, отличившимся при защите Нижнего Новгорода от месячной осады татарами и ногайцами под предводительством хана Мухамед-Эмина.
Чмутово стало родовым центром Приклонских, которые «поставили просторную, обнесенную тыном усадьбу, срубили Покровскую церковь.». Село пострадало во время событий Смутного времени, когда нижегородский воевода А. С. Алябьев вёл бои со сторонниками Лжедмитрия II в окрестностях Ворсмы и Павлова.
В 1613 году в Чмутове было 434 десятины крестьянской пашни, общее количество дворов — 16 (из них один помещичий, три — людских, семь — крестьянских, пять -бобыльских). В 1689 году И. Б. Приклонский выстроил в селе вторую церковь во имя Живоначальной Троицы, после чего Чмутово зачастую параллельно стали именовать Троицким.
К 1762 году в Чмутове проживало 187 человек (92 мужчины и 95 женщин), а к 1859—270 человек (120 мужчин и 150 женщин).
В 1917 году власть в селе перешла к Чмутовскому волостному земельному комитету.
1 июля 1919 года на базе садов в Чмутове был организован совхоз. В совхозных садах по разным оценкам было 1587 яблонь (зимних, осенних и летних сортов), 2000 вишен, 50 слив, 16 груш.[уточнить]
На первой садово-огородной выставке Павловского уезда в Горбатове 16 сентября 1925 совхозу был присужден похвальный отзыв за экспонаты по садоводству.
К 1928 году для производства новых видов продукции (яблочное пюре, вишневый сок, сиропы) было приобретено и доставлено в совхоз импортное оборудование. Совхоз заключил ряд выгодных договоров на поставку продукции в Москву, Ленинград, города Сибири и Урала, на Нижегородскую ярмарку. Яблочное пюре и фруктовая начинка пользовались большим спросом со стороны кондитерской промышленности, в частности Московской кондитерской фабрики им. Бабаева. Чрезвычайно интересным было предложение на поставку тресту Моссельпром восьми тысяч ведер сока. Внешнеторговое акционерное общество «Госторг» предложило совхозу поставить партию вишневого сока на экспорт.

## Население
| 2002 | 2010 |
| ---- | ---- |
| 379  | ↘237 |

## Известные уроженцы и жители
- Волков, Адриан Маркович (1827-1873) - русский жанровый живописец.